# おとめ座GW星
おとめ座GW星は、PG1159型星のプロトタイプ星である。紫外線を用いたPalomar-Green surveyで発見され、惑星状星雲の中心星から白色矮星への移行過程にあることが分かった。
この星の光度が変化することは1979年に観測され、1985年におとめ座GW型変光星と命名された。おとめ座GW型変光星は、さらにDOVとPNNVに分類される。この星の光度は、他のおとめ座GW型変光星と同様に、内部の非放射重力波のパルスに由来する。その光度曲線は、1989年3月に264時間以上に渡ってWhole Earth Telescopeで観測され、そのスペクトルを元に300秒から1000秒周期の100以上の変光モードが発見された
。